# Ја, Клаудије
Ја, Клаудије (енгл. I, Claudius) је историјски роман енглеског књижевника Роберта Грејвса, оригинално издан 1934. године, који са симпатијама приказује будућег римског цара Клаудија, уз истовремено циничан приказ његове породице − Јулијевско-клаудијевске династије − у периоду од Цезаровог убиства 44. п. н. е. до убиства цара Калигуле године 41. н.е. На Грејвсово дело су изузетан утицај имала дела античких историчара као што су Корнелије Тацит, Плутарх и Светоније чије је дело Дванаест римских царева Грејвс превео на енглески непосредно пре писања романа. Успех романа је Грејвса подстакао да већ следеће године напише наставак Клаудије Бог и његова жена Месалина у којем описује Клаудијеву владавину до његове смрти 54. године.
Оба романа имали су више издања на српском језику.
Ова његова дела, која се отада обично издавају у једном тону, су послужила као подлога за изузетно популарну и утицајну Би-Би-Сијеву мини-серију под називом Ја, Клаудије са Дереком Џејкобијем у главној улози.

### Ја, Клаудије
На почетку прве књиге Клаудије се обраћа читаоцима како би их упознао са мотивима свог дела, и описује како је као младић посетио знаменито пророчиште у Куми где му је Сибила рекла како ће написати књигу о свом животу која ће се читати за „хиљаду деветсто година” (односно у време издавања Грејвсове књиге).
Клаудије потом почиње описивати историју своје породице и улогу њених истакнутих чланова у последњим годинама Републике и новом царском режиму који је успоставио Цезаров нећак и усвојени син Октавијан Август. Међу њима се својим политичким амбицијама, али и бескрупулозношћу истиче Клаудијева бака Ливија Друзила, која се разводи од свог мужа и удаје за Августа и постепено постаје сива еминенција на његовом двору. Ливијин циљ је да очува нови царски режим и да осигура да Августов наследник постане њен син Тиберије, и у ту сврху је спремна да отрује, лажно оптужи и на сличне начине елиминише свакога ко јој стоји на путу, укључујући и чланове Клаудијеве породице.
Међу Ливијиним жртвама је и Клаудијев отац Друз. Сам Клаудије је од најранијег детињства боловао од бројних болести које ће га учинити хромим и муцавим. Због тога постаје предмет поруге и породица одлучује да га држи ван јавног живота и политике. Сам Кладије се окреће књигама и под паском мудрог учитеља Атенодора одлучује да постане историчар, док истовремено прихвата и републиканске идеје.
Када на крају Август покуша да се окрене против Ливије, она га отрује и коначно успева у намери да Тиберија постави за цара. Међутим, ускоро се испоставља да је Тиберије, кога од државних послова више занимају разврат и оргије, не само лоша замена за Августа, него и да нема намеру да слуша своју стару мајку. Ливија постепено губи свој утицај науштрб преторијанског команданта Сејана који започиње страховладу. Сејан, ипак, ускоро почиње да кује заверу против Тиберија заједно са његовом сестром Ливилом. После њеног откривања, нови Тиберијев миљеник постаје Калигула, син Клаудијевог брата Германика.
Када Тиберије умре, Калигула постаје нови цар, и убрзо се испоставља да је на чело Рима дошао душевни болесник. Нико у Риму није сигуран од његових сексуалних или хомицидалних порива, а Клаудије остаје у милости изигравајући безазленог идиота. Калигула је толико одушевљен шашавим Клаудијевим понашањем да му даје као супругу лепу Месалину. Када група завереника на челу са Касијем Херејом убије Калигулу, долази до масовног покоља чланова његове породице, а преторијанци почињу да пљачкају царску палату. Тамо проналазе Клаудија како се крије и, више из шале него озбиљно, прогласе га за цара. Клаудије, који је сањао о обнови Републике, нерадо прихвата ту почаст како би новодобијеним ауторитетом покушао да заустави даље крвопролиће.

### Клаудије Бог
Прича почиње извињењем Клаудија што је прву књигу завршио драматичним догађајем и наставља се кратком историјом његовог пријатеља Ирода Агрипе. Ирод је био Клаудијев школски друг и био је драг Клаудијевој мајци Антонији. Ирод се увек налазио у дуговима и опасностима, како на Истоку тако и у Риму. На крају је стекао наклоност Калигуле и постао краљ Јудеје. Ирод се налазио у Риму када је Калигула убијен и брзо је убедио Клаудија да прихвати царску титулу како би се избегао грађански рат.
Клаудије нерадо наређује погубљење Касија Хереје и неколико других атентатора и почиње неуморно да ради за добробит Рима. Посвећује се судовима, показује своју интелигенцију проналаском једног од Августових изгубљених орлова и наређује изградњу луке у Остији ради очувања римског снабдевања храном. Клаудије успева да угуши две побуне и осваја Британију.
Ирод Агрипа плете заверу да преузме Исток, сматрајући себе месијом. Када то објави, крши прву Божју заповест проглашавајући себе богом. Ирод брзо умире у страшним боловима, баш као и његов деда Ирод Велики, молећи Клаудија за опроштај и упозоравајући га да никоме не верује.
Током Клаудијеве владавине, њиме несвесно манипулише његова прељубничка жена Месалина, која убија многе своје непријатеље и постаје огрезла у корупцији. На крају планира да преузме монархију са својим љубавником Гајем Силијем. Клаудије је очајан и сломљен овим вестима и прима „олимпијску мешавину” како би издржао ове муке. Клаудије хапси Силија и вође завере. Месалина је погубљена без Клаудијевог пристанка, а он, у свом „олимпијском” стању, не показује реакцију, чак у шали спомиње да је обожаван као бог у Британији.
Када је ослобођен утицаја „олимпијске мешавине”, Клаудије је сломљен и одлучује да је једини начин да се Република обнови довођење на власт истински лудог монарха. Поредећи се са басном о жабама које су желеле краља, Клаудије себе приватно назива „Стари Краљ Пањ” и почиње да се понаша као слаб и подложан манипулацији. Затим се жени својом братаницом Агрипинилом, коју отворено презире. У својој немоћној старости, Клаудије претерано ужива у гладијаторским играма, често је пијан и несвестан Агрипинилиних планова да преузме власт и учини свог сина Нерона царем.
Предвиђајући да ће Нерон бити ужасан владар, Клаудије планира да свог сина Британика пошаље да живи са Северним Бритима и да се касније врати као спаситељ Рима. Британик одбија и признаје да, иако воли Републику, она је као идеја мртва и да жели да изазове Нерона за право владавине Римом као цар. Разочаран, Клаудије пристаје, знајући да тиме шаље свог сина у смрт. Клаудије се мири са тим да ће ускоро умрети, јер бројни знаци на то указују.

## Адаптације
Књига је убрзо по објављивању привукла пажњу филмске индустрије. Тако је 1937. године британски продуцент Александар Корда започео рад на раскошној филмској адаптацији коју је требало да режира Јосеф фон Стернберг, а главну улогу је требало да игра Чарлс Лотон. Снимање је нагло прекинуто када је Кордина жена Мерл Оберон, која је требала играти Месалину, доживела саобраћајну несрећу. Неснимљени филм је остао упамћен као једна од највећих филмских катастрофа у историји седме уметности, и дао је материјал за приче о тзв. Клаудијевој клетви.
1970-их Би-Би-Си је, који се већ прославио низом успешних ТВ серија историјске тематике, после вишегодишњих напора успео откупити ауторска права за романе и на темељу њих је направљена изузетно успешна ТВ серија од 13 епизода.